# Roemenië op het Eurovisiesongfestival 2020
Roemenië zou deelnemen aan het Eurovisiesongfestival 2020 in Rotterdam, Nederland. Het zou de 21ste deelname van het land aan het Eurovisiesongfestival geweest zijn. TVR was verantwoordelijk voor de Roemeense bijdrage voor de editie van 2020.

## Selectieprocedure
Op 31 januari 2020 maakte de Roemeense openbare omroep de selectieprocedure bekend voor het aankomende Eurovisiesongfestival. Anders dan voorgaande jaren koos TVR ervoor om de kandidaat te niet kiezen via de jaarlijkse nationale preselectie Selecția Națională. Via een speciale commissie werd eerst gekeken naar een geschikte artiest om het land te vertegenwoordigen, die aldus intern zou worden geselecteerd. Nadien zou diens nummer via Selecția Națională worden gekozen. Op 10 februari 2020 maakte de omroep bekend dat er drie artiesten in de race waren om Roemenië te vertegenwoordigen: Roxen, Diana V en Cezar. Een dag later maakte TVR bekend dat de keuze was gevallen op zangeres Roxen.
In januari 2020 deed TVR tevens een oproep aan componisten en producers om nummers in te zenden voor de nationale finale. Uit de liedjes die zijn geschreven, werden er vijf geselecteerd door specialisten uit verschillende gerelateerde professionele gebieden (componisten, tekstschrijvers, musicologen, muziekshowproducenten en muziekregisseurs) om deel te nemen aan de nationale finale die plaats zou vinden op 1 maart 2020. De nationale finale bestond uit een show waarbij de nationale jury en het publiek beide instonden voor 50% van de punten. Bij een gelijke eindstand zou de publieke stem doorslaggevend zijn. Zowel de vakjury als het publiek verkozen Alcohol you.

## Selecția Națională 2020
| Plaats | Lied               | Jury | Publiek | Totaal |
| ------ | ------------------ | ---- | ------- | ------ |
| 1      | Alcohol you        | 5    | 5       | 10     |
| 2      | Storm              | 3    | 3       | 6      |
| 3      | Cherry red         | 1    | 2       | 3      |
| 4      | Colors             | 2    | 1       | 3      |
| 5      | Beautiful disaster | 0    | 0       | 0      |

## In Rotterdam
Roemenië zou aantreden tijdens de eerste halve finale, op dinsdag 12 mei 2020. Het Eurovisiesongfestival 2020 werd evenwel geannuleerd vanwege de COVID-19-pandemie.
1994 · 1995-1997 · 1998 · 1999 · 2000 · 2001 · 2002 · 2003 · 2004 · 2005 · 2006 · 2007 · 2008 · 2009 · 2010 · 2011 · 2012 · 2013 · 2014 · 2015 · 2016 · 2017 · 2018 · 2019 · 2020 · 2021 · 2022 · 2023 · 2024-2025
Albanië · Armenië · Australië · Azerbeidzjan · België · Bulgarije · Cyprus · Denemarken · Duitsland · Estland · Finland · Frankrijk · Georgië · Griekenland · Ierland · IJsland · Israël · Italië · Kroatië · Letland · Litouwen · Malta · Moldavië · Nederland · Noord-Macedonië · Noorwegen · Oekraïne · Oostenrijk · Polen · Portugal · Roemenië · Rusland · San Marino · Servië · Slovenië · Spanje · Tsjechië · Verenigd Koninkrijk · Wit-Rusland · Zweden · Zwitserland